# 布盧伯德鎮區 (北達科他州拉穆爾縣)
布盧伯德鎮區（英語：Bluebird Township）是位於美國北達科他州拉穆爾縣的一個鎮區。

## 地方資料
布盧伯德鎮區的面積為92.29平方千米，當中陸地面積為92.13平方千米，而水域面積為0.16平方千米。根據2020年美國人口普查的數據，當地共有人口28人，而人口密度為每平方千米0.3人。